# Saint-Martin-aux-Chartrains
Saint-Martin-aux-Chartrains é uma comuna francesa na região administrativa da Normandia, no departamento Calvados. Estende-se por uma área de 5,05 km². Em 2010 a comuna tinha 422 habitantes (densidade: 83,6 hab./km²).